# Timecrimes (film, 2007)
Pour plus de détails, voir Fiche technique et Distribution.
Timecrimes, ou Los cronocrímenes au Québec, (Los cronocrímenes) est un film espagnol réalisé par Nacho Vigalondo, sorti en 2008. Il s'agit du premier long métrage du réalisateur.
Il est présenté en avant-première mondiale au Fantastic Fest en septembre 2007.
En France, il sort le 17 juin 2009 en vidéo : le réalisateur remporte le prix du meilleur inédit vidéo au Festival du film fantastique de Gérardmer 2009.

## Synopsis
Héctor et Clara, un couple d'âge moyen, viennent d'emménager dans une maison à la campagne. Le téléphone sonnant, Héctor décroche mais personne ne parle. Il rappelle immédiatement le numéro appelant mais tombe sur un répondeur.
Un peu plus tard, dans son jardin, Héctor observe avec des jumelles les alentours boisés. Il aperçoit alors une femme qui retire son tee-shirt, découvrant ainsi sa poitrine. Intrigué, il décide d'aller voir de plus près. Il trouve la femme nue, allongée, inconsciente. Tout à coup, un homme au visage recouvert de bandages imbibés de sang, surgit et lui plante une paire de ciseaux dans le bras. Héctor s'enfuit, poursuivi par l'homme au visage bandé, et entre par effraction dans un vaste bâtiment voisin. Il fait un bandage à sa blessure au bras. Il trouve un talkie-walkie et entre en contact avec un scientifique qui se trouve dans un silo à l'extérieur proche du bâtiment. La nuit étant tombée, celui-ci le guide jusqu'au silo pour échapper à l'homme au visage bandé qui est à ses trousses. Là, le scientifique, un homme jeune et barbu, le fait entrer dans une grande cuve pour le cacher.
L'instant d'après, Héctor ressort de la cuve et voit qu'il fait jour. Il comprend alors qu'il a voyagé dans le temps. Le scientifique lui explique que la cuve est une machine expérimentale de voyage dans le temps, qu'il est Héctor 2, le Héctor 1 revenu une heure et demie dans le passé, et qu'il ne doit pas s'éloigner du silo mais attendre que les événements futurs aient lieu, sans quoi des problèmes irréversibles surviendraient. Héctor dirige ses jumelles sur sa maison et se voit lui-même à l'intérieur. L'homme barbu lui affirme que tout devrait bien se passer si Héctor 1 entre dans la cuve comme il vient de le faire. Héctor appelle chez lui ; Héctor 1 décroche. Il reste silencieux, puis raccroche. Héctor 1 rappelle, et Héctor 2 ne décroche pas mais se rend compte qu'il était lui-même à l'origine de ce mystérieux appel qu'il a reçu dans sa maison. Il décide de quitter la propriété en voiture. Peu après être parti, il croise une jeune femme en vélo - la même qu'il avait vue - puis est percuté par une voiture : il est projeté dans un petit fossé. Saignant de la tête, il retire son bandage du bras et s'en enveloppe la tête. À cause du sang, le bandage vire au rose. Il réalise alors qu'il est lui-même l'homme au visage bandé qu'il avait vu.
Témoin de l'accident, la cycliste le rejoint pour voir s'il va bien. Alors, pour ne pas perturber le futur, Il fait en sorte de rejouer la scène qu'il a vécue plus tôt, mais cette fois-ci dans le rôle de l'homme au visage bandé : il force donc la femme à retirer son haut pour attirer Héctor 1. Elle tombe au sol inconsciente par accident ; il la dénude, agresse Héctor 1 avec des ciseaux et le fait fuir vers le bâtiment. Sa tâche terminée, il s'assoit dans l'herbe, fourbu, quand tout à coup il entend un cri. Il retourne sur les lieux où la femme était inconsciente et découvre qu'elle a disparu.
Il rentre chez lui, la tête toujours bandée. Il poursuit la femme dans sa maison en voulant s'expliquer. La poursuite se finit sur le toit. Alors qu'il tente de la retenir par le pied, il la fait chuter du toit. Il regarde la personne tombée à terre : à son grand effroi il croit reconnaître sa femme Clara, le cou brisé. Il contacte alors le scientifique avec le talkie-walkie et lui demande d'attirer Héctor 1 au silo en lui faisant croire qu'il est poursuivi et repart lui-même pour le silo, jouant alors le rôle du poursuivant de Héctor 1 complètement paniqué. 
De retour au silo, une fois Héctor 1 parti dans le passé, Héctor 2 enlève son bandage et explique au scientifique qu'il doit de nouveau retourner dans le passé pour tenter d'éviter la mort de Clara. Le scientifique lui dit qu'il existe effectivement un Héctor 3 arrivé depuis le futur quelques instants avant lui et que celui-ci lui a demandé d'empêcher Héctor 2 de retourner dans le passé car cela sera un échec. Héctor 2 le convainc quand-même de le renvoyer dans le passé quelques secondes avant qu'il soit apparu la première fois. 
Ainsi, Héctor 3 apparaît trente secondes avant Héctor 2. Il a tout juste le temps de prévenir le scientifique (pour qui cette arrivée est une surprise) qu'il est le Héctor 3 et que Héctor 2 est sur le point d'arriver. C'est lui qui, plus tard, renverse la voiture d'Héctor 2, mais a lui-même un accident un peu plus loin. Démoralisé il appelle le scientifique pour lui demander de convaincre Héctor 2 de ne pas revenir dans le passé car cela sera un échec ; puis est découvert par la cycliste qui crie en le voyant (d'où le cri entendu par Héctor 2). Ils cheminent à pied jusqu'à sa maison. Alors que la femme s'est éloignée, Clara rencontre Héctor 3 et l'informe qu'elle a vu quelqu'un au visage bandé arriver sur leur propriété. Voulant éviter sa mort, Héctor 3 l'enferme dans un local attenant à la maison. Puis, pour rejouer la scène tel que Héctor 2 doit la vivre, il retrouve la femme dans la maison, lui coupe les cheveux afin que sa coiffure ressemble à celle de Clara, et lui fait revêtir le manteau de Clara. Enfin, il lui conseille d'aller se réfugier au grenier. Héctor 2 la poursuit. Héctor 3 en profite pour sortir retrouver Clara. Ils s'asseyent tous les deux dans le jardin, et entendent alors la femme tomber de l'autre côté de la maison et Héctor 2 partir de leur propriété pour retourner au silo.

## Fiche technique
- Titre original : Los cronocrímenes
- Titre français : Timecrimes
- Titre québécois : Los cronocrímenes[1]
- Réalisation et réalisation : Nacho Vigalondo
- Musique : Eugenio Mira (es)
- Direction artistique : José Luis Arrizabalaga et Arturo « Biaffra » García
- Décors : Urko Aguirre et Jaime Gartzia
- Costumes : Estíbaliz Markiegi
- Photographie : Flavio Martínez Labiano
- Montage : Jose Luis Romeu
- Production : Eduardo Carneros, Esteban Ibarretxe et Javier Ibarretxe
- Production exécutive : Eduardo Carneros, Esteban Ibarretxe et Javier Ibarretxe
- Production associée : Sergio Barrejón, Todd Brown, Dave Chariton, Nahikari Ipiña, Soraya Lacaba et Cormac Regan
- Coproduction : Santi Camuñas, Jorge Gómez, Norbert Llaràs et Jordi Rediu
- Sociétés de production : Karbo Vantas Entertainment ; Fine Productions, Zip Films et Arsénico Producciones (coproductions)
- Société de distribution : Magnolia Pictures
- Pays de production :  Espagne
- Langue originale : espagnol
- Format : couleur — 1,85:1 — 35 mm — Dolby Digital
- Genre : fantastique, science-fiction, thriller
- Durée :
  - 65 minutes (Espagne)
  - 92 minutes (international)
- Dates de sortie :
  - États-Unis : 20 septembre 2007 (Austin Fantastic Fest)
  - Espagne : 5 octobre 2007 (Festival international du film de Catalogne à Sitges) ; 27 juin 2008 (sortie nationale)
  - France : 16 mars 2008 (Reflets du cinéma ibérique et latino-américain à Villeurbanne) ; 17 juin 2009 (direct-to-video)

## Distribution
- Karra Elejalde : Héctor
- Candela Fernández : Clara
- Bárbara Goenaga : la fille dans la forêt
- Nacho Vigalondo : le jeune homme
- Juan Inciarte : Héctor Ocasional

### Tournage
Le tournage a lieu, entre le 19 juin et le 3 novembre 2006, à la Cantabrie et au Pays basque, en Espagne.

## Distinctions

### Récompenses
- Fantastic Fest 2007 :
  - Prix du public
  - Grand prix du jury
- Fantastic'Arts 2009 : prix du meilleur inédit vidéo